# やまぐちぱち道
『やまぐちぱち道』（やまぐちぱちどう）は、テレビ山口で月曜深夜に放送されていたパチスロ情報番組。
2008年に『やまぐちぱち道II』と題してリニューアルしたが、2009年9月21日放送分をもって終了した。

## 放送時間
- 月曜 24:25 - 24:40

## 出演者
- 広報宣伝部部長：吉永達哉
- 総師範代秘書：福嶋久美